# Festival Internacional de Cine de San Sebastián 1962
La 10.ª edición del Festival Internacional de Cine de San Sebastián tuvo lugar entre el 8 y el 18 de junio de 1962.
La primera película exhibida fue Pueblito de Emilio Fernández, después de una recepción en el ayuntamiento ofrecida por el alcalde, Nicolás Lasarte Arana, el director general de Cinematografía Jesús Suevos Fernández-Jove y el director del Instituto de Cultura Hispánica Gregorio Marañón Moya. El día 11 se exhibió El cabo del terror de J. Lee Thompson a la vez que se celebraba el VII Congreso de la Federación Internacional de Autores de Films, Paracinema y Televisión, después de lo cual la SGAE les ofreció un almuerzo presidente por el delegado de la sociedad, Jesús María de Arozamena, José López Rubio y César Fernández Ardavín. El día 12 se exhibieron las dos películas argentinas (Hombre de la esquina rosada y La fusilación) y las dos alemanas (Mi esposa Constanza y Die Parallelstrasse), el día 13 fueron exhibidas L'isola di Arturo y La Dénonciation, el día 14 la española El sol en el espejo, el día 15 Le Soleil dans l'œil y Noche de pesadilla, el 17 se exhibieron El mayor mujeriego y Die Parallelstrasse. El día 18 se exhibieron Senilità , El milagro de Anna Sullivan y Hombre de la esquina rosada y se entregaron los premios.

## Jurado oficial
- Herman Schwerin[10]
- José Luis Dibildos
- César Fernández Ardavín
- Gordon Gow
- Giovanni Grazzini
- Robert Hossein
- Juan Munsó Cabús

## Películas

### Programa Oficial
Las 14 películas siguientes fueron presentadas en el programa oficial:
| Título en España            | Título original                                 | Director(es)            | País        |
| --------------------------- | ----------------------------------------------- | ----------------------- | ----------- |
| Noche de pesadilla          | All night long                                  | Basil Dearden           | Reino Unido |
| El cabo del terror          | Cape Fear                                       | J. Lee Thompson         | EE. UU.     |
| Mi esposa Constanza         | Finden sie, daß Constanze sich richtig verhält? | Tom Pevsner             | RFA         |
| Die Parallelstrasse         | Die Parallelstrasse                             | Ferdinand Khittl        | RFA         |
| Hombre de la esquina rosada | Hombre de la esquina rosada                     | René Mugica             | Argentina   |
| El sol en el espejo         | El sol en el espejo                             | Antonio Román           | España      |
| La isla de Arturo           | L'isola di Arturo                               | Damiano Damiani         | Italia      |
| La delación                 | La dénonciation                                 | Jacques Doniol-Valcroze | Francia     |
| El último montonero         | El último montonero                             | Catrano Catrani         | Argentina   |
| Le Soleil dans l'oeil       | Le Soleil dans l'oeil                           | Jacques Bourdon         | Francia     |
| Pueblito                    | Pueblito                                        | Emilio Fernández        | México      |
| Senilidad                   | Senilità                                        | Mauro Bolognini         | Italia      |
| El milagro de Ana Sullivan  | The Miracle Worker                              | Arthur Penn             | EE. UU.     |
| El mayor mujeriego          | Waltz of the Toreadors                          | John Guillermin         | EE. UU.     |

## Premios
Ganadores de la Sección oficial del 10º Festival Internacional de Cine de San Sebastián de 1962:
- Concha de Oro a la mejor película: La isla de Arturo de Damiano Damiani
- Concha de Oro al mejor cortometraje: Lección de arte, de Antonio Mercero
  - Mención especial: Düsseldorf de Herbert Vessely y Lequel des deux y arrivera? de Judt Vass
- Concha de Plata: Jacques Doniol-Valcroze por La delación
- Concha de Plata a la mejor dirección: Mauro Bolognini por Senilidad
- Premio San Sebastián a la mejor actriz: Anne Bancroft por El milagro de Ana Sullivan
- Premio San Sebastián al mejor actor: Peter Sellers por El mayor mujeriego
- Premio Perla del Cantábrico a la Mejor Película de Habla Hispana: Pueblito de Emilio Fernández
- Premio Perla del Cantábrico al Mejor Cortometraje de Habla Hispana: Lección de arte, de Antonio Mercero